# Mammutbog
Mammutbog er navnet på en tegneserie-udgivelse i pocketbog-format, udgivet første gang i 1995 af forlaget Serieforlaget. Bogen er ca. dobbelt så tyk som en Jumbobog og har til forskel fra Jumbobøger ingen titel men kun et nummer. Desuden blev de kun udgivet en gang om året. Produktionen stoppede med nr. 15 som den sidste. Der er desuden lavet en række Tema-bøger i mammutformat - f.eks. Superhelte, som omhandler de forskellige superhelte, vi møder i Andeby, såsom Stålanden, Supermule. 
| Mammutbogsudgivelser | Mammutbogsudgivelser |
| Nr.                  | Udgivelse            |
| -------------------- | -------------------- |
| 1                    | 1995                 |
| 2                    | juni 1996            |
| 3                    | juni 1997            |
| 4                    | 18. maj 1998         |
| 5                    | marts 1999           |
| 6                    | 6. april 2000        |
| 7                    | april 2001           |
| 8                    | 2002                 |
| 9                    | 27. marts 2003       |
| 10                   | februar 2004         |
| 11                   | 2005                 |
| 12                   | 23. marts 2006       |
| 13                   | 27. marts 2007       |
| 14                   | 2008                 |
| 15                   | 2009                 |

## Navn
"Mammutbog" er en parallel til "Jumbobog", der er dannet af elefantnavnet Jumbo.

## Ekstern kilde/henvisning
- Mammutbog (engelsk)
- Inducks' indeks over samtlige Mammutbøger Arkiveret 10. februar 2007 hos  Wayback Machine

| Bog | Spire Denne artikel om bøger og tidsskrifter er en spire som bør udbygges. Du er velkommen til at hjælpe Wikipedia ved at udvide den. |